# مونیتور باییه
مونیتور باهیا (به انگلیسی: Brazilian monitor Bahia) یک کشتی است که طول آن ۱۷۵ فوت ۸ اینچ (۵۳٫۵ متر) می‌باشد. این کشتی در سال ۱۸۶۵ ساخته شد.